# داني دويل (لاعب كرة قاعدة)
داني دويل (بالإنجليزية: Danny Doyle) هو مدرب كرة سلة أمريكي، ولد في 24 يناير 1917 في مك لود في الولايات المتحدة، وتوفي في 14 ديسمبر 2004 في ستيلووتر في الولايات المتحدة.

## وصلات خارجية
- داني دويل على موقعبيزبول رفرنس.كوم (الدوري الرئيسي) (الإنجليزية)
- داني دويل على موقع كلية كرة السلة في سبورتس رفرنس.كوم (الإنجليزية)